# Chanteur
Une chanteuse ou un chanteur est une artiste faisant usage de sa voix pour produire une succession de sons formant une mélodie. Ces sons peuvent être de simples phonèmes ou des textes littéraires. Le chant est présent dans tous les genres musicaux, qu'ils soient classiques ou modernes.

## Morphologie
Si le timbre de la voix est relativement inné car en partie lié à la morphologie, un chanteur peut améliorer sa technique vocale en prenant des cours de chant. Dans le chant lyrique et le monde opératique, les chanteurs sont classés en plusieurs catégories en fonction du type et de la tessiture de leur voix :
- Pour les femmes (du plus aigu au plus grave) : soprano, mezzo-soprano, contralto (ou alto).
- Pour les hommes (du plus aigu au plus grave) : sopraniste, contreténor, haute-contre, ténor, baryton, basse.

Ces classifications disposent de sous-classifications en fonction de la « couleur » du timbre, de l'« emploi » théâtral ou de l'agilité. Les castrats, hommes ayant subi l'ablation des testicules durant leur adolescence afin d'empêcher la mue de leur voix selon une pratique en cours jusqu'à la fin du XIXe siècle, couvraient la tessiture actuelle des contreténors sopranistes et altistes. Mais l'absence de mue des castrats, par le moindre développement de sonorités graves et par la relative facilité à accéder au registre de tête qu'elle impliquait, apparentait leur voix à celles des femmes : les castrats conservaient ainsi tout au long de leur vie une voix dite « adolescente ».
Le terme générique pour les chanteurs (hommes et femmes) spécialisés dans le genre lyrique (opéra, opérette) est « artiste lyrique ». Cette dernière notion fait appel également à des talents d'acteur. Les chanteuses solistes classiques sont souvent appelées « cantatrice », terme d'origine italienne . Certaines cantatrices célèbres  comme Maria Callas sont également appelées « divas » (litt. « déesses »).
Note : Ces classifications n'ont en revanche pas de sens dans les genres musicaux qui n'utilisent pas la technique classique.

## Genres musicaux
La musique vocale couvre tous les genres musicaux, tant dans le domaine religieux (motet, oratorio, passion, etc. et plus généralement les différents rites et cérémonies) que profane (opéra, mélodie, chanson, etc.).
Le chanteur peut utiliser comme support : un seul phonème sous forme de vocalises se rapprochant de l'art instrumental, comme dans les airs de la Reine de la nuit de La Flûte enchantée de Mozart ou la Bachianas brasileiras n° 5 de Villa-Lobos ; une série d'onomatopées, particulièrement dans le scat, popularisé par Louis Armstrong ou Ella Fitzgerald, mais aussi dans le rap du mouvement hip-hop ; une comptine, un poème, un texte formant une chanson, un cantique, un hymne, une ode, un lied, une mélodie, etc. ; ou un livret spécialement créé ou inspiré d'une œuvre littéraire ou religieuse comme dans le motet, la cantate, l'oratorio, l'opéra, l'opérette, la comédie musicale, etc.
Les thèmes et styles abordé peuvent être très divers, de la berceuse à l'épopée, en passant par la romance, couvrant tout l'éventail des sentiments humains. Ils peuvent avoir également une dimension politique ou sociale. On emploie parfois alors le terme de « chanteurs engagés » ou, dans le cas de l'humour et de la satire, de « chansonniers ».

## Formation
Une formation à la musique spécialité chant se fait dès l’âge de 6 ans. Grâce au solfège et à la formation musicale, le chanteur peut accéder plus rapidement à des répertoires de style varié, transcrits sous forme de partitions. Il peut se produire en soliste ou en groupe (ex. duo, trio, quatuor) jusqu'au chœur ou chorale pouvant réunir plusieurs centaines de personnes. On emploie alors le terme de « choriste ».
Les chanteurs peuvent s'exprimer a cappella (sans accompagnement instrumental) ou être soutenu par l'accompagnement d'un instrument (piano, guitare), de plusieurs (quatuor à cordes), voire de tout un orchestre. Dans la tradition de ménestrels du Moyen Âge, le chanteur des rues se produit de façon itinérante a cappella ou s'accompagnant d'un instrument, le plus populaire au XIXe siècle étant l'orgue de Barbarie.

## Droit
Les droits des interprètes relèvent des droits voisins du droit d'auteur en France.